# 樂山龍屬
樂山龍屬是獸腳亞目恐龍的一屬，生存於侏羅紀晚期的中國，化石發現於四川省的沙溪廟組。模式種是犍為樂山龍（L. qianweiensis），是在2009年由李飛、彭光照等人所敘述、命名。樂山龍是種中型獸腳類恐龍，身長估計約為6到7公尺，臀部高度約為1到1.5公尺。
樂山龍原先被歸類於肉食龍下目的中華盜龍科，但當時並沒有提出親緣分支分類法分析。近年被發現可能是屬於斑龍科。

## 發現與命名

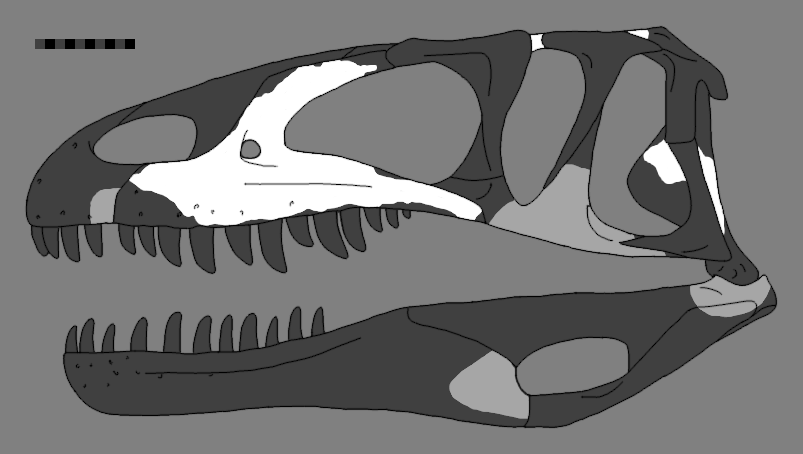

正模標本（編號QW 200701）是在2007年發現，是一個相當完整的身體骨骼，包含：部分頭顱骨與下頜、7節頸椎、12節背椎、5節薦椎、2結尾椎、以及一些四肢骨頭。副模標本（編號QW 200702）是一個股骨，來自於不同的幼年個體。
樂山龍的頭顱骨延長、前段寬廣。股骨長62公分，脛骨長52公分。樂山龍的自衍徵包含：上枕骨中間有明顯稜脊、額骨長度是寬度的2.86倍、基翼骨的往基蝶骨方向有長突出部、第一頸椎椎間體的橫剖面呈馬蹄狀、橫關節突（Diapophyses）修長、背椎與薦椎有薄突出部、薦椎下側有明顯的稜脊、腸骨臀部關節側的中間有明顯的稜脊。
在2009年，李飛、彭光照、葉勇、江山、黄大喜等這兩個標本敘述、命名。模式種是犍為樂山龍（L. qianweiensis），屬名、種名分別以化石發現處的樂山市、犍為縣為名。